# Blue Point
Blue Point, né le 16 mars 2014 est un cheval de course pur-sang, spécialiste des courtes distances, sacré sprinter de l'année en Europe en 2019. 

## Carrière de course
Blue Point est passé deux fois aux ventes, d'abord foal, où il change de mains pour 110 000 guinées, puis yearling où l'écurie Godolphin débourse 200 000 guinées pour se l'offrir. Le poulain débute en juin de ses 2 ans par une victoire dans un maiden disputé à Nottingham, puis récidive le mois suivant en laissant ses adversaires en route à Doncaster. Quinze jours plus tard, il se présente pour la première fois au niveau des groupes dans les Richmond Stakes, où Mehmas lui prend une encolure, avant de s'imposer pour la première fois à ce niveau dans les Gimcrack Stakes, par trois longueurs. Deuxième ensuite dans les Middle Park Stakes, troisième de Churchill dans les Dewhurst Stakes, Blue Point aura beaucoup couru à 2 ans, pour trois victoires et autant de place. 
De retour à 3 ans, Blue Point est orienté vers les épreuves de vitesse. Il s'impose pour sa rentrée face à un autre 3 ans ambitieux sur le sprint, Harry Angel, destiné à devenir le sprinter de l'année en fin de saison. Ce même Harry Angel le devance d'ailleurs dans la Commonwealth Cup, mais doit s'avouer vaincu par Caravaggio. Dans la Haydock Sprint Cup, Blue Point rentre le rang tandis que Harry Angel s'envole. Il renoue avec le succès à l'automne dans les Bengough Stakes, un groupe 3, sa dernière sortie de la saison. 
En 2018, Blue Point rentre du côté de Dubaï, n'échouant que d'une tête dans le Meydan Sprint, avant de prendre la direction de Hong Kong pour disputer le Chairman's Sprint Prize, une expédition qui tourne au fiasco. En appel à Ascot, durant le meeting royal, il réussit sa meilleure course de l'année en dominant le champion Battaash, qui s'affirme comme la nouvelle star du sprint, dans les King's Stand Stakes. Ce sera sa seule victoire de la saison, puisqu'il échoue dans la July Cup puis termine troisième des Nunthorpe Stakes, derrière Alpha Delphini et Battaash.  
Sa meilleure saison, Blue Point va finalement la réaliser à 5 ans, en restant invaincu en cinq courses. Les trois premières se disputent à Meydan, avec en point d'orgue un succès dans le Al Quoz Sprint. Mais l'apothéose intervient à nouveau lors du meeting d'Ascot, en deux temps. Premier temps, nouvel affrontement avec Battaash dans les King's Stand Stakes, qui tourne une nouvelle fois à son avantage. Second temps, Blue Point tente l'invraisemblable doublé des sprints d'Ascot en enchaînant, à quatre jours d'intervalle (quand la plupart des pur-sang de haut niveau ne court quasiment jamais à moins de trois semaines), avec les Diamond Jubilee Stakes. Un tel doublé est rarement tenté, et n'a été réussi qu'une fois, par l'Australien Choisir en 2003, alors que les Diamond Jubilee Stakes étaient encore labellisés groupe 2. Pour une tête, Blue Point signe un fabuleux exploit, qui lui assure le titre de sprinter de l'année après une demi-saison, puisque deux jours après son succès Charlie Appleby, son entraîneur annonce que son protégé, n'ayant plus rien à prouver, rentre au haras.  

### Résumé de carrière
| Date         | Hippodrome  | Pays        | Course                   | Statut      | Distance    | Jockey        | Place       | Écart       | Vainqueur ou deuxième |
| 2016, 2 ans  | 2016, 2 ans | 2016, 2 ans | 2016, 2 ans              | 2016, 2 ans | 2016, 2 ans | 2016, 2 ans   | 2016, 2 ans | 2016, 2 ans | 2016, 2 ans           |
| ------------ | ----------- | ----------- | ------------------------ | ----------- | ----------- | ------------- | ----------- | ----------- | --------------------- |
| 9 juin       | Nottingham  | Royaume-Uni | Novice Stakes            | Class 5     | 1 200 m     | William Buick | 1er / 4     | 1/2         | Tafaakhor             |
| 14 juillet   | Doncaster   | Royaume-Uni | Novice Stakes            | Class 4     | 1 200 m     | J. McDonald   | 1er / 6     | 11          | Shamsaya              |
| 28 juillet   | Goodwood    | Royaume-Uni | Richmond Stakes          | Gr. 2       | 1 200 m     | James Doyle   | 2e / 4      | encolure    | Mehmas                |
| 20 août      | York        | Royaume-Uni | Gimcrack Stakes          | Gr. 2       | 1 200 m     | William Buick | 1er / 10    | 3           | Mokarris              |
| 24 septembre | Newmarket   | Royaume-Uni | Middle Park Stakes       | Gr. 1       | 1 200 m     | William Buick | 2e / 10     | 3/4         | The Last Lion         |
| 8 octobre    | Newmarket   | Royaume-Uni | Dewhurst Stakes          | Gr. 1       | 1 400 m     | William Buick | 3e / 7      | 1 ¾         | Churchill             |
| 2017, 3 ans  |             |             |                          |             |             |               |             |             |                       |
| 3 mai        | Ascot       | Royaume-Uni | Pavilion Stakes          | Gr. 3       | 1 200 m     | William Buick | 1er / 10    | 1 ½         | Harry Angel           |
| 23 juin      | Ascot       | Royaume-Uni | Commonwealth Cup         | Gr. 1       | 1 200 m     | William Buick | 3e / 12     | 1 ¼         | Caravaggio            |
| 9 septembre  | Haydock     | Royaume-Uni | Haydock Sprint Cup       | Gr. 1       | 1 200 m     | James Doyle   | 4e / 11     | 8           | Harry Angel           |
| 7 octobre    | Ascot       | Royaume-Uni | Bengough Stakes          | Gr. 3       | 1 200 m     | William Buick | 1er / 10    | 1/2         | Projection            |
| 2018, 4 ans  |             |             |                          |             |             |               |             |             |                       |
| 22 février   | Meydan      | Dubaï       | Meydan Sprint            | Gr. 2       | 1 000 m     | William Buick | 2e / 5      | tête        | Ertijaal              |
| 29 avril     | Sha Tin     | Hong Kong   | Chairman's Sprint Prize  | Gr. 1       | 1 200 m     | William Buick | 9e / 9      | 11          | Ivictory              |
| 19 juin      | Ascot       | Royaume-Uni | King's Stand Stakes      | Gr. 1       | 1 000 m     | William Buick | 1er / 14    | 1 ¾         | Battaash              |
| 14 juillet   | Newmarket   | Royaume-Uni | July Cup                 | Gr. 1       | 1 200 m     | William Buick | 7e / 13     | 4 ¾         | US Navy Flag          |
| 24 août      | York        | Royaume-Uni | Nunthorpe Stakes         | Gr. 1       | 1 000 m     | William Buick | 3e / 15     | 2 ¼         | Alpha Delphini        |
| 2019, 5 ans  |             |             |                          |             |             |               |             |             |                       |
| 14 février   | Meydan      | Dubaï       | Meydan Sprint            | Gr. 2       | 1 000 m     | William Buick | 1er / 6     | 5           | Faatinah              |
| 9 mars       | Meydan      | Dubaï       | Nad Al Sheba Turf Sprint | Gr. 3       | 1 200 m     | William Buick | 1er / 11    | 3           | Ekhtiyaar             |
| 30 mars      | Meydan      | Dubaï       | Al Quoz Sprint           | Gr. 1       | 1 200 m     | William Buick | 1er / 13    | 1 ¼         | Belvoir Bay           |
| 18 juin      | Ascot       | Royaume-Uni | King's Stand Stakes      | Gr. 1       | 1 000 m     | James Doyle   | 1er / 12    | 1 ¼         | Battaash              |
| 22 juin      | Ascot       | Royaume-Uni | Diamond Jubilee Stakes   | Gr. 1       | 1 200 m     | James Doyle   | 1er / 17    | tête        | Dream of Dreams       |

## Au haras
Blue Point effectue sa première saison de monte à Dalham Stud, à Kildangan Stud, le haras irlandais de Godolphin, à 45 000 € la saillie, tout en faisant la navette avec l'Australie. Sa première génération en piste, née en 2021, comporte pas moins de trois vainqueurs de groupe 1, ce qui fait grimper sa cote en flèche, et son prix de saillie aussi, puisqu'il émarge à 100 000 €. 
Parmi ses meilleurs produits, citons (avec le nom du père de mère entre parenthèses) :  
- Rosallion (New Approach) : Prix Jean-Luc Lagardère, Irish 2 000 Guineas, St. James's Palace Stakes
- Big Evs (Oasis Dream) : Breeders' Cup Juvenile Turf Sprint
- Kind of Blue (Compton Place) : British Champions Sprint Stakes

## Origines
Blue Point est un fils de l'étalon de tête Shamardal, 2 ans européen de l'année en 2004, vainqueur des Dewhurst Stakes, de la Poule d'Essai des Poulains, du Prix du Jockey Club et des St. James's Palace Stakes, avant de briller au haras en donnant des champions tels que le phénoménal 2 ans Pinatubo, la jument Tarnawa ou l'excellent étalon Lope de Vega. 
Sa vitesse, Blue Point la doit à sa famille maternelle. Sa mère, Scarlett Rose a couru, certes sans le moindre succès, sur 1 200-1 400 mètres, avant de se rattraper au haras puisqu'elle a donné également la bonne 2 ans Formosina (par Footstepinthesand), lauréate des Railway Stakes (Gr.2) et deuxième des Mill Reef Stakes (Gr.2). Fille de Royal Applause, meilleur sprinter européen en 1997, Scarlett Rose est une sœur de l'infatigable Tumbleweed Bridge (par Indian Ridge), qui parut en piste à 58 reprises de 2 ans 9 ans, se classa deuxième des Gimcrack Stakes (Gr.2) à 2 ans, remporta trois éditions des Ballycorus Stakes (Gr.3), le Prix de la Porte Maillot (Gr.3) et les Horris Hill Stakes (Gr.3), prit de nombreuses places au niveau groupe 3, mais sans pouvoir viser plus haut.  

### Pedigree
| Origines de Blue Point (IRE), mâle bai né en 2014 | Origines de Blue Point (IRE), mâle bai né en 2014 | Origines de Blue Point (IRE), mâle bai né en 2014 | Origines de Blue Point (IRE), mâle bai né en 2014 |
| ------------------------------------------------- | ------------------------------------------------- | ------------------------------------------------- | ------------------------------------------------- |
| Père Shamardal 2002                               | Giant's Causeway 1997                             | Storm Cat                                         | Storm Bird                                        |
| Père Shamardal 2002                               | Giant's Causeway 1997                             | Storm Cat                                         | Terlingua                                         |
| Père Shamardal 2002                               | Giant's Causeway 1997                             | Mariah's Storm                                    | Rahy                                              |
| Père Shamardal 2002                               | Giant's Causeway 1997                             | Mariah's Storm                                    | Immense                                           |
| Père Shamardal 2002                               | Helsinki 1993                                     | Machiavellian                                     | Mr. Prospector                                    |
| Père Shamardal 2002                               | Helsinki 1993                                     | Machiavellian                                     | Coup de Folie                                     |
| Père Shamardal 2002                               | Helsinki 1993                                     | Helen Street                                      | Troy                                              |
| Père Shamardal 2002                               | Helsinki 1993                                     | Helen Street                                      | Waterway                                          |
| Mère Scarlett Rose 2001                           | Royal Applause 1993                               | Waajib                                            | Try My Best                                       |
| Mère Scarlett Rose 2001                           | Royal Applause 1993                               | Waajib                                            | Coryana                                           |
| Mère Scarlett Rose 2001                           | Royal Applause 1993                               | Flying Melody                                     | Auction Ring                                      |
| Mère Scarlett Rose 2001                           | Royal Applause 1993                               | Flying Melody                                     | Whispering Star                                   |
| Mère Scarlett Rose 2001                           | Billie Blue 1986                                  | Ballad Rock                                       | Bold Lad                                          |
| Mère Scarlett Rose 2001                           | Billie Blue 1986                                  | Ballad Rock                                       | True Rocket                                       |
| Mère Scarlett Rose 2001                           | Billie Blue 1986                                  | Blue Nose                                         | Windjammer                                        |
| Mère Scarlett Rose 2001                           | Billie Blue 1986                                  | Blue Nose                                         | Hill Slipper (famille 4-l)                        |